# D.C. United
D.C. United je američki nogometni klub. Dosad je četiri puta bio prvak MLS-a. Nadimak kluba je
Black-and-Reds (crno-crveni), te svoje domaće utakmice igra na Audi Fieldu. Maskota kluba je orao "Talon". 
DC United je igrao na RFK Stadiumu između 1995. i 2018. godine.